# Acanthurus dussumieri
Acanthurus dussumieri is een  straalvinnige vissensoort uit de familie van doktersvissen (Acanthuridae). De wetenschappelijke naam van de soort is voor het eerst geldig gepubliceerd in 1835 door Achille Valenciennes.